# Ташанський парк
Таша́нський парк — парк-пам'ятка садово-паркового мистецтва загальнодержавного значення в Україні. Розташований у селі Ташань Переяславського району Київської області.
Площа 144 га. Статус даний згідно з Указом Президента України № 715/96 від 20.08.1996 року. Перебуває у віданні ДП «Переяславське лісове господарство». 

## Заснування парку
У 1770 році президент Малоросійської колегії й генерал-губернатор Лівобережної України граф П. Рум'янцев-Задунайський отримав, згідно з указом Сенату, від Катерини ІІ село Ташань. Імператриця звеліла йому побудувати у Ташані, звідки він управляв всією Україною протягом 16 років і яка на цей час стала фактично її столицею, такий як у європейських столицях великий замок, висадити парк з елементами англійської і французької паркової культури та інше. 
Парк був закладений П. Рум'янцевим у 1775 році на площі у 145 га і прилягав безпосередньо до графського замку, який побудували на високому правому березі річки Супій. Територія парку складалася з рівнинної степової території та шести ярів і балки, на яких росло багато різних дерев і кущів. Серед них були дуби віком по 700—900 років. 

## Розбудова парку
За С. Рум'янцева, який отримав Ташань від батька, територія Ташанського парку збільшилася, висаджувалися нові породи дерев та кущів. У парку виклали з цегли широку алею, яку з обох сторін обсадили каштанами та кленами в два ряди, а на узбіччі — самшит. 
М. Голіцин, який став власником Ташані, побудував у парку будинок з червоного дерева, розширив ділянки парку. Другий і третій яр обсадили посадками граба, сосни, дуба, сосни Веймутова. Парк і поле розділили глибоким ровом. У впадині, утвореній у середині парку двома ярами, посадили ділянку бархату амурського або коркового дерева.

## У власності Горчакових

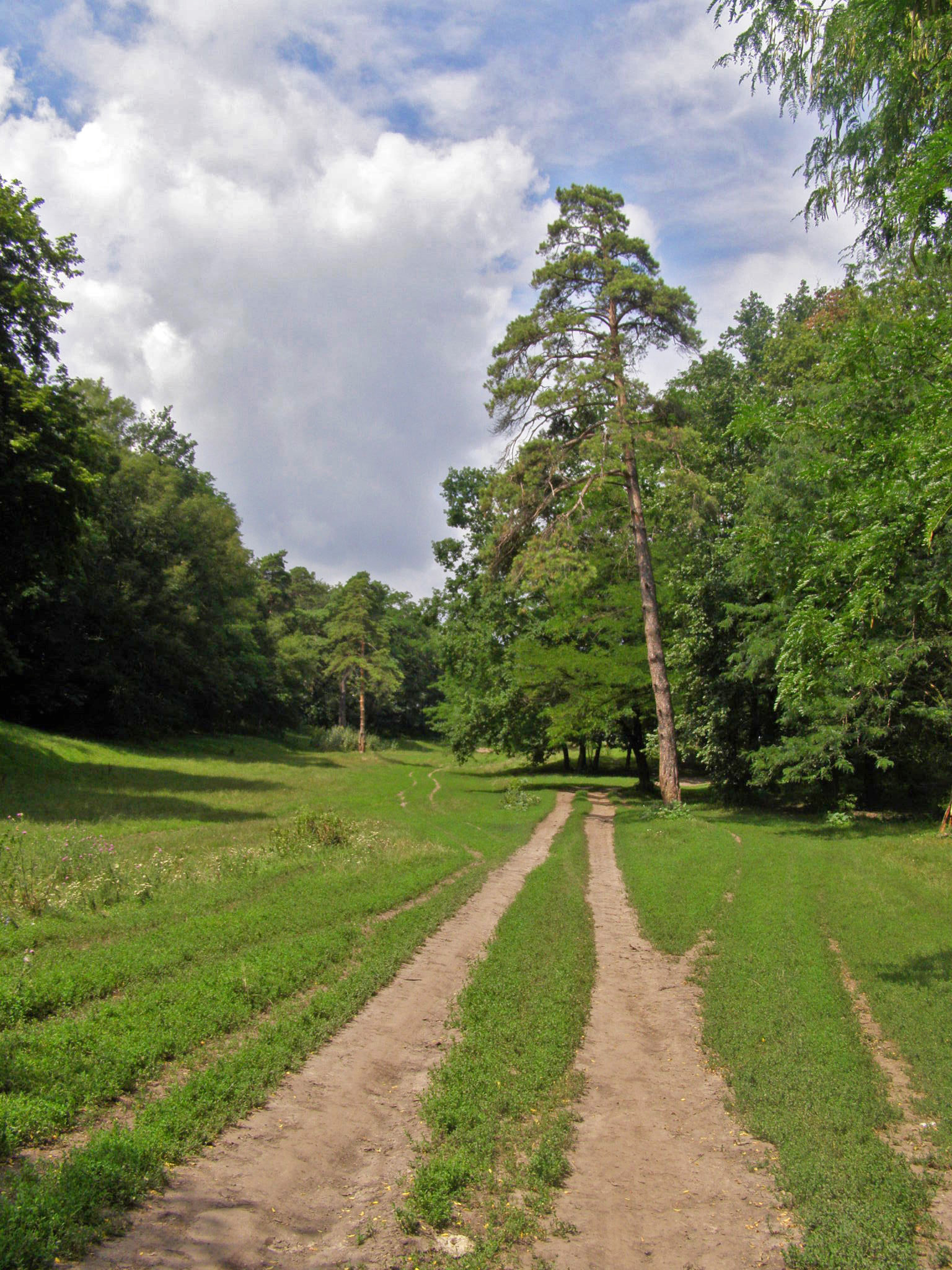
Поляна

З середини ХІХ ст. Ташань стала належати князю К. Горчакову та його нащадкам. В кінці алеї були насаджені їстівні каштани, а схили ярів — волоськими горіхами й ліщиною. Східна сторона схилів парку в основному була засаджена вільхами, але мала окремі ділянки, доповнені хвойними породами дерев, здебільшого ялинами. Рівнинні ділянки парку були заповнені каштанами, липами та іншими деревами. На схилах одного з шести ярів ростуть каштани, берести, липи, гледичії (занесені в Червону Книгу), волоські горіхи, акації, модрини, дуби череваті, ясени, берези, сосни звичайні, поряд є пірамідальний дуб. Біля яру знаходяться старі дуби, яким по 600–700 років. 
Князь К. Горчаков побудував в кінці алеї будинок з рисами середньовічного стилю, що було виявом романтизму, але з елементами еклектики. За його наказом 1901 року було викопано перший ставок з островом, а на берегах були посаджений канадський сріблястий клен. На берегах та схилах ставка, викопаного у 1902 році, були насаджені ділянки чорних та сірих горіхів. Поряд висадили саджанці сосни кримської, сосни звичайної, ялини звичайної та сріблястої. У ставках розводили коропів, карасів червоних річкових, раків тощо.

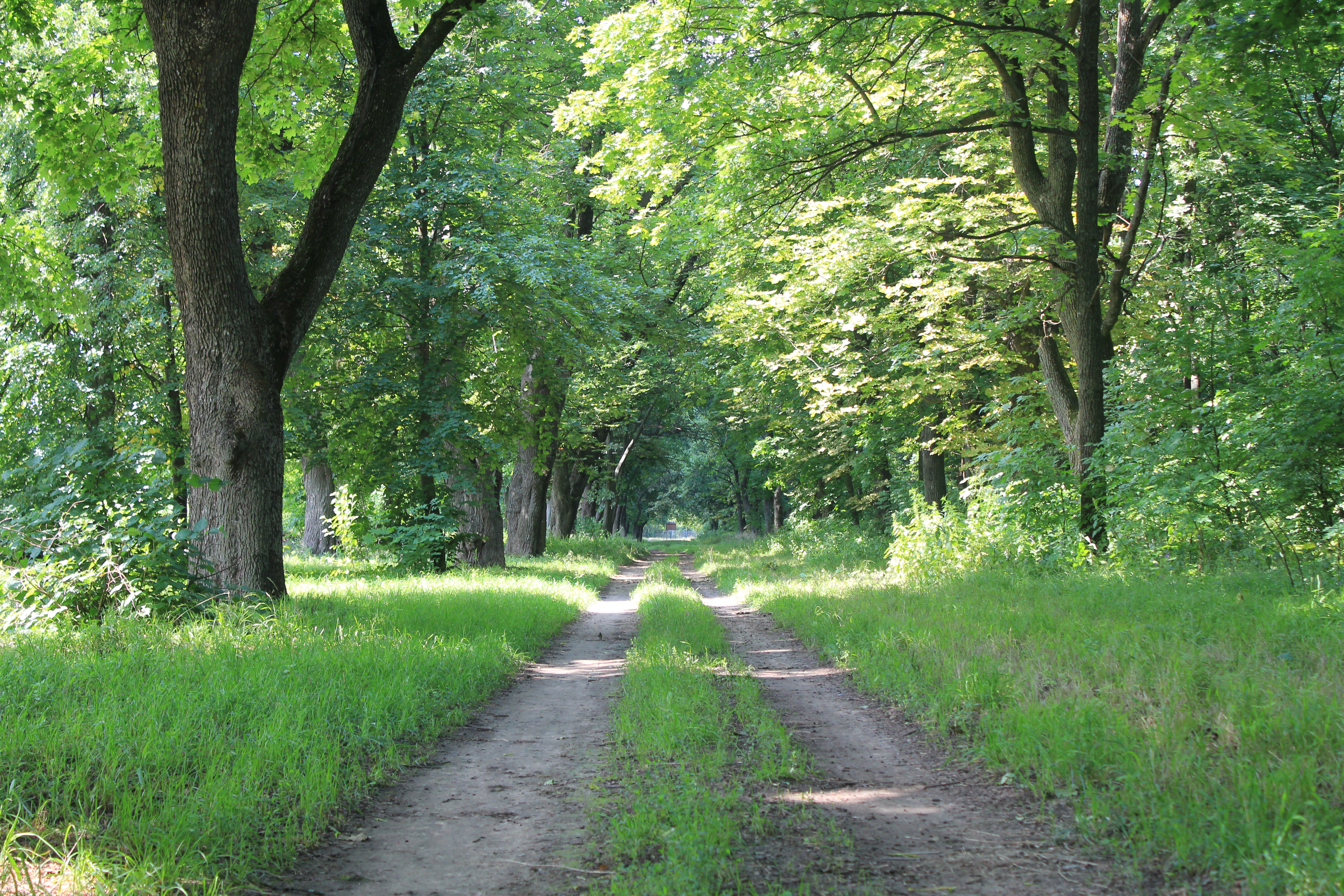
Алея

1903 року був викопаний третій ставок, який мав глибину понад 6 м і чисту джерельну воду. На північній і південній стороні цього ставка були посаджені ділянки ялини звичайної. В цій водоймі були розведені рідкісні породи риб. 
Крім листяних та хвойних дерев, а їх за К. Горчакова було більше сотні найменувань, у парку росло багато різновидів кущів, це — глід, бузок, ялівець козачий, акація жовта, туя, бересклет, шипшина, терен, черемха біла, самшит, крушина ламка, жасмин, калина, барбарис, бузина, верболіз, живокіст, малина, ожина, верба біла, верба плакуча, груша, шовковиця. У парку ростуть рідкісні сон-трава, астрагал шерстисто-квітковий, горицвіт дволистий, ряст великий, калюжниця, біле латаття, глечики жовті, мати-й-мачуха, підсніжники, зірочка бліда та інші трави й рослини, які зникли на полях внаслідок господарської діяльності людей. У парку водяться такі птахи, як: дятел, сиворакша, синиця, сойка, бугай, вальдшнеп, очеретянка, соловей, кроншнеп, шпак, а також різні звірі — заєць русак, лисиця руда, куниця кам'яна і лісова, тхір лісовий, видра, бобер, ондатра, норка.

## За радянської влади
З встановленням радянської влади парк перейшов у державну власність. Замок поступово було демонтовано, а на його місті відкрито базарну площу. У інших приміщеннях розмістилися адміністративні та культурні заклади. До 1980-х парк перебував у підпорядкуванні Студениківського лісництва та контролювався місцевим колгоспом «Дружба» й Ташанською сільською радою. У парку підтримувався порядок, проводилися різні фестивалі, конкурси художньої самодіяльності, відзначалися різні державні свята. Кіностудія ім. О. Довженка в парку відзняла багато сюжетів для кінофільму за драмою-феєрією Л. Українки «Лісова пісня».

## Сучасний стан

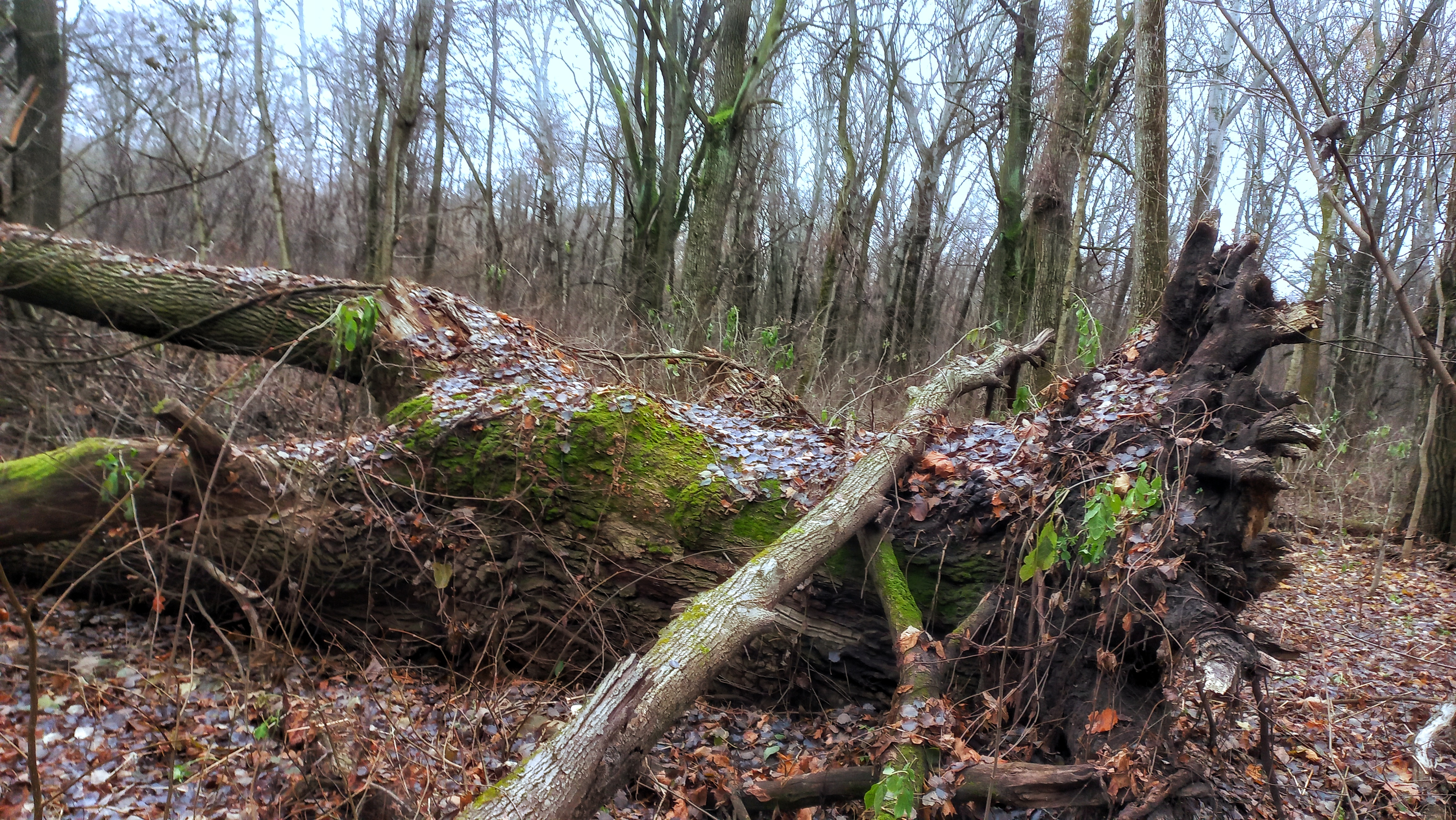
Багатовіковий дуб

На початку 1990-х в умовах приватизації перестали виділялися кошти для догляду парку. Студениківське лісництво перестало впорядковувати парк. Парк став занепадати, у багатьох місцях появилися чагарники, лісові зарослі, були непоодинокі спроби вирізки цінних порід дерев, у тому числі рідкісних і екзотичних на господарські потреби. Почали всихати дуби віком 700—1000 років. Також пропадають або починають всихати й хворіти дуби віком 500—600 і навіть 300—350 років. Поступово замулюються і заростають водоростями ставки. Парк практично не має господаря і тут не проводяться належні природоохоронні роботи. 

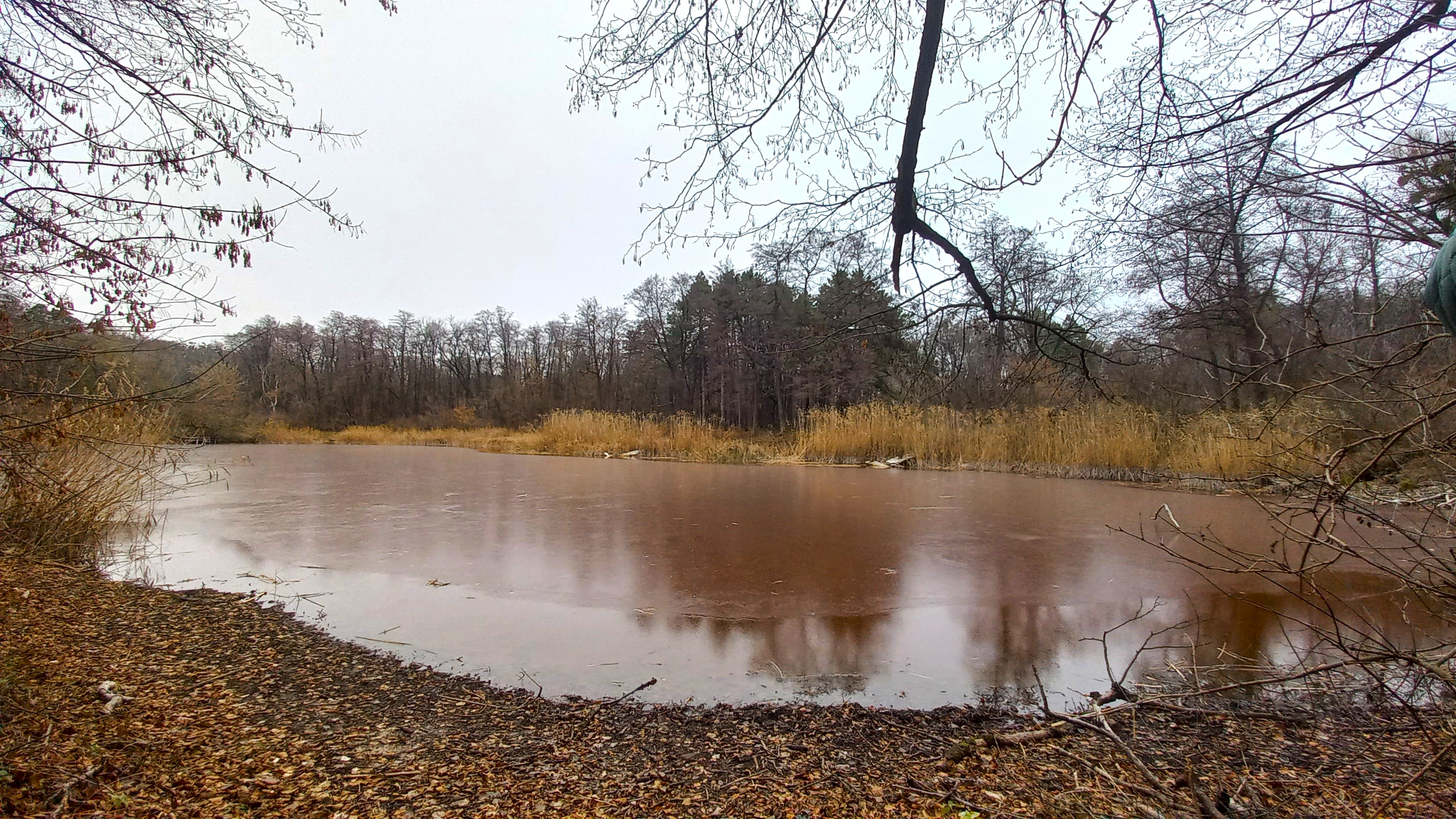
Один з ставків парку

Віднесення парку до переліку об'єктів національного садово-паркового мистецтва загальнодержавного значення дає надію на відродження парку.